# Bruray
Bruray is een van de drie grootste eilanden van de Out Skerries, en een van de twee bewoonde eilanden hiervan. Het telt vierentwintig inwoners. Op dit eiland is ook het vliegveld en de haven van de Out Skerries gevestigd. Bruray is verbonden via een weg met Housay.

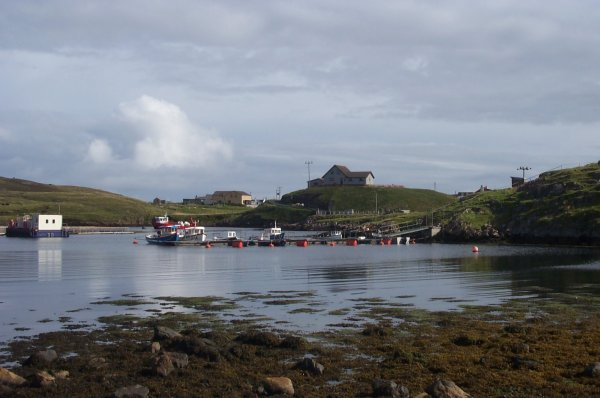
De baai die de eilanden Housay en Bruray van elkaar scheidt